# Psilocurus birdi
Psilocurus birdi är en tvåvingeart som beskrevs av Charles Howard Curran 1931. Psilocurus birdi ingår i släktet Psilocurus och familjen rovflugor. Inga underarter finns listade i Catalogue of Life.